# Javier Fernández Abruñedo
Javier Fernández Abruñedo (Sada, 20 februari 1996) - alias Bicho - is een Spaans voetballer die bij voorkeur als offensieve middenvelder speelt. Hij stroomde in 2013 door vanuit de jeugd van Deportivo La Coruña. 

## Clubcarrière
Bicho komt uit de jeugdopleiding van Deportivo La Coruña. Begin 2013 debuteerde hij voor het B-elftal, op dat moment actief in de Tercera División, het vierde niveau in Spanje. Op 17 augustus 2013 debuteerde hij voor het eerste elftal, in de Segunda División tegen UD Las Palmas. In de eerste seizoenshelft speelde hij mee in zes ligawedstrijden en twee bekerwedstrijden. Deportivo La Coruña verhuurde Bicho in juli 2014 voor twee jaar aan FC Barcelona B. In 2015 ging Bicho op huurbasis naar CD Leganés.

## Statistieken
| Seizoen         | Club                | Competitie         | Competitie | Competitie | Beker | Beker | Supercup | Supercup | Europa | Europa | Totaal | Totaal |
| Seizoen         | Club                | Competitie         | Wed.       | Dlp.       | Wed.  | Dlp.  | Wed.     | Dlp.     | Wed.   | Dlp.   | Wed.   | Dlp.   |
| --------------- | ------------------- | ------------------ | ---------- | ---------- | ----- | ----- | -------- | -------- | ------ | ------ | ------ | ------ |
| 2013-2014       | Deportivo La Coruña | Segunda División A | 6          | 0          | 2     | 0     | —        | —        | —      | —      | 8      | 0      |
| 2014-2015       | → FC Barcelona B    | Segunda División A | 18         | 0          | 0     | 0     | —        | —        | —      | —      | 18     | 0      |
| Carrière totaal | Carrière totaal     | Carrière totaal    | 24         | 0          | 2     | 0     | 0        | 0        | 0      | 0      | 26     | 0      |

## Interlandcarrière
Bicho speelde drie interlands voor Spanje -16 en Spanje -17.